# Хайд (музыкант)
Хайд (hyde или HYDE; наст. имя Хидэто Такараи (яп. 寶井 秀人), род. 29 января 1969) — японский музыкант (певец и гитарист), автор-исполнитель, музыкальный продюсер и актёр. Вокалист рок-группы L’Arc-en-Ciel, которая уже более 30 лет является одним из самых ярких и авторитетных представителей j-rock.
Также он успешно записывался сольно — в первой половине — середине 2000-х годов его сольные синглы неоднократно поднимались на вершину японского чарта.
С 2008 года, кроме L’Arc-en-Ciel, выступает в составе дуэта VAMPS с гитаристом K.A.Z из группы Oblivion Dust.

## Псевдоним
Происхождение псевдонима Хайд описал в своей книге:

Имя HYDE возникло из настоящего имени. Меня зовут Такараи Хидэто, поэтому вначале я решил назваться Хидэ. Однако в то время уже был Хидэ-сан из Х. Поэтому я подумал, что если прочесть по-английски, получится Хайд, а чтобы сохранить чтение, заменил I на Y. В то время я совершенно не знал, что существует Гайд-парк. Просто пришла в голову мысль, и мне даже казалось, что это вообще выдуманное слово.
Оригинальный текст (яп.)HYDEつて名前はね，本名からもじつて付けたんだ。俺の本名は寶井 秀人だから，hideにしようかと，最初は思ったんだけど，XのHIDEさんがいるし，それならhideつて英語読みにすると「ハイド」だから，そう読ませるように「i」を「y」にしたんだよね。その時点で俺，ハイドパークのハイドが同じ綴りだなんて知らなかつたくらい，思いつきで決めたんだけど。「造語かもしれないな~」くらいの気持ちで。
— Хайд. "The Hyde". Глава 8. Hyde.

## Биография
Собственные детские воспоминания Хайд написал в книге «The Hyde». 

### Детство и отрочество
Хидэто Такараи родился 29 января 1969 года в городе Вакаяма, одноимённой префектуры, единственный ребёнок в семье. Поскольку родители работали допоздна, из детского садика, до куда добираться приходилось на велосипеде, маленького Хидэ забирали позже всех. Рос малообщительным, замкнутым ребёнком, и у него не было близких друзей.
С детства имел страсть к рисованию и с четвёртого класса мечтал стать художником или мангакой. С пятого класса начал заниматься сёриндзи-кэмпо, что способствовало закаливанию характера и, как следствие, способности постоять за себя. В то же время мальчик приобрел друзей.
В шестом классе он стал собирать собственную коллекцию дисков и формировать музыкальный вкус. В этот же период, взяв с собой кассетный магнитофон, съестные припасы, Хайд с друзьями, одевшись в стиле «Рембо», часто уходили в небольшие походы в горы или оставались ночевать на берегу моря. Во время одной из таких вылазок, когда они с друзьями спускались на велосипедах с горы, Хайд попал в аварию, получив заметный до сих пор шрам на шее и сложный перелом руки.
Старшей школой Хайд выбрал художественную спецшколу в Осаке. Тот факт, что он дальтоник, не помешал ему окончить школу, где ему особенно удавалось все, что не связано с цветом. Обучение в школе Хайду нравилось, но он понял, что из-за проблем с цветопередачей ему будет очень сложно работать художником. Школьная среда была пропитана духом музыки, и в третьем классе старшей школы Хайд всерьез увлекся игрой на гитаре и стал мечтать о собственной группе. После окончания школы, чтобы осуществить мечту, он решил накопить денег, чтобы переехать в Осаку. Имея временную работу в Вакаяме, он играл в группе с бывшими одноклассниками и друзьями .
В его двадцать лет мать посоветовала Хайду больше не терять времени и осуществлять мечту немедленно. Послушав её совета, Хайд перебрался в Осаку и начал жить самостоятельно.

### Знакомство с Тэцу и создание L’Arc~en~Ciel
После переезда в Осаку Хайд познакомился с Перо, первым барабанщиком L'Arc~en~Ciel. На тот момент музыкант играл в Kiddy Bombs, но вскоре они распались, и из остатков группы с вокалистом Хайдом они создали новую группу Jelsarem's Rod. Группа жила активной жизнью: музыканты писали песни, выступали по клубам. В самом начале создания Перо пригласил Хайда поучаствовать в музыкальной сессии, где последний познакомился с Тэцуей Огавой. После этой встречи Тэцуя становится завсегдатаем концертов, где участвуют Jelsarem's Rod. Спустя некоторое время группа распалась.
В феврале 1991 года Хайд с Перо вновь принимают участие в сессии с Тэцуей, который привел с собой гитариста Хиро. С этого момента началась история L’Arc~en~Ciel.
30 мая 1991 года состоялся первый концерт L’Arc~en~Ciel в Намба Рокетс, на который пришло 130—150 человек. С октября в этом клубе группа выступала самостоятельно, на концерты приходило уже по 300 человек. Подобная известность заинтересовала звукозаписывающие компании. За неделю до записи альбома из группы ушёл Хиро. Вместо него в группу влился старый друг Тэцу, Кэн Китамура, которому ради этого пришлось бросить университет, где он учился на архитектора.
L’Arc~en~Ciel записали альбом со звукозаписывающей компанией Night Gallery, но альбом по ощущениям участников был неудачен. Однако компания настаивала на выпуске альбома или выплате всех затраченных средств. В это время Тэцуе неожиданно позвонил Оиси из звукозаписывающей компании Danger Crue и попросил о встрече. Во время переговоров был решен вопрос с альбомом, прошлой звукозаписывающей компанией, и L’Arc~en~Ciel подписали договор с Danger Crue. Было решено перезаписать альбом, но внезапно из группы ушёл Перо. Новым ударником стал Сакура, который в то время уже был известен своей работой с Harem Q. Тогда на свет появился индис-альбом Dune, 10 апреля 1993 года, который занял первое место в чарте Oricon.
После выхода альбома и туров в его поддержку «Close by Dune», «Feel of Dune», «Nostalgy no yokan» группа продолжила жить в Осаке ещё некоторое время, давая концерты и постепенно завоёвывая популярность.
После переезда в Токио группа подписала контракт с Ki/oon Records. В 1994 году после выхода альбома Tierra на финальный концерт арена-тура «Sense of time '94» не собралось и половины зала, что расстроило группу. В мае 1995 музыканты провели тур по клубам «In Club’95» и записали ещё один, третий по счёту, альбом heavenly, вышедший 1 сентября. За этим последовали туры «Heavenly’95» и «The other side of heavenly’95», «Kiss me deadly heavenly’96», а 22 октября 1995 состоялось первое появление на Music Station.
Летом в 1996 году L’Arc~en~Ciel провели тур «Big City Night Round and Around’96». В декабре в свет вышел четвёртый альбом True, а с 23 числа начался тур в его поддержку.
В феврале 1997 года барабанщика Сакуру арестовали за хранение героина. Деятельность была приостановлена. Несмотря на сложную ситуацию, группа не распалась. На место барабанщика пришёл Юкихиро из Zi:kill. Музыканты записали сингл Niji и всё в том же 1997 провели концерт в Токио Доме «L’Arc~en~Ciel 1997 Reincarnation», который посетило 56 000 человек.
В 1998 году вышел пятый альбом, Heart, с мая стартовал «L’Arc~en~Ciel’98 Heart ni hi wo tsukero!», состоявший из двух частей, плюс три дополнительных концерта.
В марте 1999 года на «13 Japan Gold Disk Award NHK» Kasou, HONEY, Snow drop признаны песнями года. Heart признан лучшим рок-альбомом года. 1 июля группа выпустила сразу два альбома: Ark и Ray, благодаря чему смогла устроить «Grand Cross Tour 1999».
В марте 2000 года на «14 Japan Gold Disk Award NHK» Heaven's Drive стала песней года, сингл Neo Universe, альбомы Ark и Ray стали лучшими рок-альбомами года. В июне вышел Ectomorphed works, в октябре состоялся «Сlub Circuit 2000 Realive», в ноябре-декабре — «Tour 2000 Real», где группа объявила о трёхлетнем перерыве.

### Сольное творчество и актёрская карьера
В начале 2001 года Хайд приступил к записи сольного альбома. Работа шла то в Японии, то в студии в Лондоне. На аранжировку каждой песни музыкант тратил целый месяц. Первый сингл, Evergreen, вышел лишь в конце года, 17 октября, на лейбле Haunted Records, который в том же году Хайд создал на базе крупного Ki/oon Records для своего сольного проекта. В декабре появился второй сингл, Angel's tale, а в феврале следующего года состоялся релиз ещё одного сингла, Shallow Sleep. Следом, в марте, появился первый сольный полноценный альбом, Roenthgen. 8 июля того же года в странах Азии вышел Roenthgen english version с тем же набором песен, что и в оригинальном альбоме, но с тремя дополнительными англоязычными треками.
В 2002 в Тайване начались съемки фильма Гакта, коллеги по цеху Хайда, «Moon Child». В этой картине Хайд сыграл одну из главных ролей, вампира Кея. До этого Гакт и Хайд не были знакомы, но размышляя над тем, кто мог бы сыграть роль Кея, Гакт решил, что это будет Хайд. Несмотря на то, что коллеги отговаривали музыканта, Гакт все же предложил роль Хайду при случае на дне рождения их общего друга. После проработки сценария, который Гакт выслал Хайду сразу после встречи, устроили фото-пробы, а после начались сами съемки фильма. Саундтреком к фильму стала песня «Orange no Taiyou», где звучат голоса обоих музыкантов. Это единственная записанная и выпущенная песня, где Хайд поет дуэтом с другим певцом. Премьера фильма состоялась в Японии 19 апреля 2003.
После выхода Roenthgen Хайд собирался выпустить альбом Roenthgen-2, но из-за усталости решил этого не делать. Тогда же у него появилась мысль о группе, с которой можно было бы зажигать в клубах. И в 2003 году началась работа над новым альбомом. 4 июня состоялся релиз сингла Hello, над которым вместе с Хайдом впервые в качестве продюсера работал K.A.Z. 6 ноября в свет вышел Horizon. Сам альбом, 666, вышел 3 декабря, а в феврале 2004 начался национальный тур 2004 First Tour 666, заключительный живой концерт которого транслировался по телевидению.
9 октября 2004 на экраны вышел фильм Kagen no Tsuki по манге Ядзавы Ай, где Хайд сыграл эпизодическую роль музыканта-призрака Адама Лэнга. Саундтреком к этому фильму стала песня с первого сольного альбома музыканта The cape of storms. Кадры из фильма были использованы в клипе к этой песне, который вышел на ограниченном переиздании Roenthgen english version в Японии 14 октября. 3 ноября DVD Roenthgen Stories, где на некоторые песни были сделаны полноценные клипы, связанные общей темой.
С очередного сольного сингла Countdown, вышедшего 5 октября 2005, K.A.Z принял участие уже не только как продюсер, но и как соло-гитарист. 22 февраля 2006 года состоялся релиз сингла Season's Call, а 26 апреля вышел в свет альбом Faith. В его поддержку 1 апреля начался тур Faith 2006 tour, который включил в себя также 4 шоу в Америке. Запись синглов и самого альбома проходила в Лос-Анджелесе.
18 марта 2009 вышел альбом лучших песен Hyde, куда вошли некоторые бисайдовые треки с выпущенных ранее синглов, а также не издававшаяся до этого, англоязычная версия Glamorous sky, написанная Хайдом специально для фильма Nana и исполненная на японском Микой Накасимой.

### Возвращение к L’Arc~en~Ciel, 15-летие и 20-летие
В 2003 году группа вернулась к активной деятельности, устроив шоу «Shibuya Seven Days 2003», 87 000 билетов на эти концерты были проданы за 3 минуты.
В 2004 году вышел девятый альбом, Smile. После его выхода был устроен специальный концерт, 10 000 билетов на который были разыграны среди купивших альбом. После этого состоялся «Smile Tour 2004». В июле L’Arc~en~Ciel участвовали в Отаконе в США. А также в декабре в Японии побывали на 4 фестивалях.
В 2005 году состоялся релиз очередного, десятого альбома, Awake. В августе в поддержку альбома был тур «Awake Tour 2005», а в сентябре «L’Arc~en~Ciel Asia Live 2005», в том числе два концерта в Китае и Корее.
В 2006 году в августе были переизданы 15 первых синглов, которые сразу же вошли в 30 лучших синглов. 30 числа впервые был выпущен сингл the Fourth Avenue Café, отложенный ещё с 1997 года из-за произошедших тогда событий. В ноябре, 25 и 26 числа, состоялось двухдневное празднование 15-летнего юбилея группы в Токио Дом.
С июня по август 2007 группа была в национальном туре «Are you ready? 2007 Mata Heart ni hio tsukero!». 28 июля L’Arc~en~Ciel участвовали в рок-фестивале Incheon Pentaport Rock Festival 2007 в Корее. В ноябре состоялся релиз одиннадцатого альбома Kiss. В декабре начался в его поддержку «Tour 2007—2008 Theater of Kiss», который длился до середины февраля.
В апреле, мае и июне 2008 группа находилась в мировом туре по Китаю, Тайваню, Франции и Южной Корее.
В 2009—2010 году группа опять взяла перерыв. Активная деятельность не велась.
2011 начался 1 января концертом "20th L’Anniversary Starting Live «L’Happy New Year!». Последовали многочисленные переиздания и подарочные издания. В мае, 28 и 29, состоялось домашнее празднование в Ajinomoto Stadium под названием «20th L’Anniversary Live». С сентября по декабрь группа давала концерты в рамках национального тура «20th L’Anniversary Tour».
В 2012 с марта по июнь прошёл World Tour 2012, куда вошли такие страны как Китай, Тайвань, Таиланд, Сингапур, США, Великобритания, Франция, Индонезия, Корея и, конечно, Япония. В 2013 году группа вновь взяла перерыв.
В 2014 группа дала два концерта на Национальном стадионе в Токио 21 и 22 марта и выпустила 13 августа сингл «Everlasting». 12 ноября вышел blu-Ray и dvd «L’Arc～en～Ciel LIVE 2014 at Kokuritsu».
В сентябре 2015 группа вновь активизировалась, дав о себе знать двумя выступлениями, 21 и 22 числа, с общим названием L’ArCASINO, прошедшими на острове Юмэсима, и выходом новой песни «Wings Flap», сингл с которой вышел 23 декабря.
Анонсирован выход новая песни L’Arc~en~Ciel «Don’t be Afraid». Впервые в мире выйдет полностью оцифрованное музыкальное видео на PlayStation®4! Специальный проект реализован в честь 20-летия серии RESIDENT EVIL от Biohazard и 25-летия группы. Официальный релиз запланирован на ноябрь, но триал был представлен 15 сентября на «TOKYO GAME SHOW 2016» в Makuhari Messe.

### Рождение VAMPS
В 2008 году Хайд вместе с K.A.Z объявили о начале нового проекта — дуэта VAMPS.
2 июля вышел их первый сингл, Love Addict, после релиза которого 1 августа начался национальный тур «Vamps Live 2008», включивший в себя 46 концертов.
13 марта 2009 вышел второй сингл, I gotta kick start now, а 13 мая третий — Evanescent. В мае начался национальный тур «Vamps Live 2009». 13 июня состоялся релиз первого альбома группы, VAMPS. В июле группа отправилась в свой первый заграничный тур в США, где было дано 10 концертов в разных городах, в том числе участие в фестивале «Warped Tour». После возвращения в Японию группа продолжила выступать в рамках арена-тура. 30 сентября в свет вышел четвёртый сингл Sweet Dreams.
12 мая 2010 года состоялся релиз пятого сингла, Devil Side, через месяц, 9 июня, шестого — Angel Trip. С конца июня проходил национальный тур «Vamps Live 2010 Beast», а 28 июля в свет вышел второй альбом, Beast. Осенью у группы состоялся мировой тур, который включил в себя выступления в Тайване, США, Испании, Франции, Китае, а также в Чили. В конце года, 15 декабря, вышел седьмой сингл Memories.
В 2011 году группа не вела деятельности. Хайд полностью был занят с L’Arc~en~Ciel, которые праздновали 20-летний юбилей.
В 2012 году группа провела национальный тур «Vamps Live 2012» по Японии «VAMPS Live 2012», а также впервые был проведен летний фестиваль Beast Party.

### Развитие VAMPS
Летом 2013, 3 июля, после долгого перерыва был выпущен восьмой сингл, Ahead/Replay. В июне, июле и сентябре прошёл национальный тур «Vamps Live 2013». В августе был вновь устроен фестиваль под открытым небом Beast Party.
В конце сентября, 25 числа, в свет вышел новый альбом, Sex Blood Rock'n'Roll, подготовленный для заграничного релиза. В него вошли старые песни, но у некоторых треков слова были переведены на английский, кроме того, Хайд тщательно поработал над произношением, благодаря чему у него улучшилась дикция. Помимо этого музыку нескольких треков переработали, получив ремиксы на известные треки. С 28 сентября VAMPS побывали с концертами в Европе, заехав в Испанию, Францию, Германию и Великобританию. Кроме Европы группа побывала с концертами в США, а также два дня была в Индонезии.
2014 год начался с концерта в марте в Лондоне. Летом, 12 июня VAMPS присутствовали на премии Kerrang!, а 14 — участвовали в британском международном фестивале музыки Download. 20 августа в свет вышел очередной сингл, девятый по счету, The Jolly Roger/Get Away. В конце августа снова состоялся фестиваль Beast Party. В начале октября, 8 числа, состоялся релиз десятого сингла, Vampire's Love, 29 вышел свежий альбом, BloodSuckers, после выхода которого начался национальный тур «Vamps Live 2014—2015».
В 2015 национальный тур продолжился. Также был заявлен национальный арена-тур «Vamps Live 2015 „BloodSuckers“», который начался в феврале. 18 и 19 февраля прошёл Vampark Fest с участием международных и японских артистов, таких как Alexandros, Gerard Way, Nothing More, Buckcherry, sads и Sixx:A.M.
В начале апреля группа выступила на японском фестивале Japan Night, с некоторого времени выходящего за границы страны. 4 апреля он состоялся в Джакарте.
В апреле вместе с VAMPS Хайд отправился в тур по США, выступая на разогреве у известной команды Sixx:A.M., в том числе принял участие в фестивалях Fort Rock Festival, Welcome to Rockville и Rock on the Range.
В начале мая состоялся заключительный лайв тура по Америке, где VAMPS были хедлайнерами, а у них на разогреве выступили такие команды как From Ashes to New и Like a Storm. 8 мая на Asia World-Expo Hall10 в Гонконге группа. 15 мая группа выступила на американском фестивале Rock on the Range. 23 мая был проведен второй за год фестиваль Japan Night, на этот раз в Тайване. Здесь VAMPS выступили вместе с The BONEZ и The Gazette. 30 и 31 мая прошло закрытие тура «Bloodsuckers» в Сайтама Супер Арена в Токио.
Прошли выступления VAMPS в Париже на Japan Expo Paris (04.07.2015) и в Лондоне на третьем фестивале Japan Night(10-11.07.2015), где группа выступила вместе с Alexandros и OKAMOTO’S.
В августе месяце состоялся традиционный для поклонников VAMPS фестиваль Beast Party со специальными гостями ken из L'Arc~en~Ciel и Киехару из sads.
В середине сентября VAMPS участвовали в японском фестивале Kishidan Banpaku 2015. Начиная с конца месяца группа провела небольшой тур по Южной и Северной Америке, в который вошло 8 лайвов (Бразилия, Аргентина, Чили, Мексика и США).
В октябре прошло традиционное для VAMPS мероприятие Halloween Party, где в 2015 году приняли участие такие известные японские артисты, как Breakerz, My First Story, Gackt, Dir en grey, Nightmare, Momoiro Clover Z, Kishidan, D'ERLANGER, Mucc, а также новый детский проект, спродюсированный Хайдом, Halloween Dolls.
В начале ноября Хайд вместе с VAMPS был в национальном туре, изюминкой которого стали практически ежедневные выступления со специальными гостями. В ноябре ими стали My First Story, Monoral, Ash Da Hero и HIM. Первая часть тура прошла в Зепп Токио.21 ноября команда участвовала в Ozzfest Japan 2015. В завершении месяца состоялся тур по Великобритании в компании Apocalyptica, которые выступили в качестве хедлайнеров. Также 20 ноября вышел совместный диджитал сингл VAMPS и Apocalyptica, «Sin in Justice».
В конце года VAMPS отыграли ещё 6 выступлений в клубе Namba Hatch с такими исполнителями как Ash Da Hero, Derailers, Knock Out Monkey и Nothing More в рамках тура «Joint 666».
2016 год для группы начался продолжением тура «Joint 666». VAMPS выступили на сцене нагойского Зеппа с такими исполнителями как Nothing’s Carved In Stone, Rottengraffty и Apocalyptica. 19 января состоялась запись акустического лайва для MTV Unplugged, где с группой вместе выступила японская певица Chara, спевшая дуэтом с Хайдом собственную композицию «Milk», а также финские ребята Apocalyptica, создавшие сопровождение некоторых песен VAMPS. Запись вышла в эфир 19 марта.
В завершение тура «Joint 666» группа отыграла ещё шесть выступлений в Zepp Fukuoka и Zepp Sapporo. 6 и 7 мая состоялись две прощальные вечеринки с Zepp Fukuoka под названием «ZEPP FUKUOKA THE FINAL PARTY». 29 июня вышел dvd «MTV Unplugged: VAMPS», куда вошли дополнительные куски выступления, которые не были показаны в эфире в марте.
C июля начался национальный тур VAMPS Live 2016. Команда дала по шесть выступлений в Zepp Nagoya и осакском Namba Hatch. 13 и 14 августа состоялся фестиваль Beast Party 2016. На этот раз мероприятие проходило на Маишиме, префектуре Осака. 31 августа в свет вышел сингл «INSIDE OF ME», где в качестве каплинга выступила песня «Rise or Die», записанная совместно с Рихардом Круспе, известным своей работой в Rammstein и Emigrate.
С началом сентября тур продолжился двумя выступлениями в Zepp Sapporo, и шестью — в Zepp Tokyo с приглашенными гостями — Apocalyptica и In This Moment. 18 сентября VAMPS участвовали в ежегодном мероприятии комедийной японской группы Kishidan — Kishidan banpaku 2016. А также 20 сентября был дополнительный акустический день в Maihama Amphitheater.
В конце октября было анонсировано большое празднование под названием HALLOWEEN PARTY 2016. Концерты были назначены на 22 и 23 октября в Kobe World Memorial Hall, а 28—30 октября в Makuhari Messe International.

## Дискография

### Синглы
| Год  | Название        | Чарты |
| Год  | Название        | JP    |
| ---- | --------------- | ----- |
| 2001 | «Evergreen»     | 1     |
| 2001 | «Angel’s Tale»  | 2     |
| 2002 | «Shallow Sleep» | 2     |
| 2003 | «Hello»         | 1     |
| 2003 | «Horizon»       | 6     |
| 2005 | «Countdown»     | 1     |
| 2006 | «Season's Call» | 1     |

### Альбомы
| Название         | Подробнее                                                | Чарты |
| Название         | Подробнее                                                | JP    |
| ---------------- | -------------------------------------------------------- | ----- |
| Roentgen         | - Издан: 27 марта 2002                                   | 5     |
| 666              | - Издан: 3 декабря 2003                                  | 2     |
| Roentgen.еnglish | - Издан: 14 октября 2004                                 | 5     |
| Faith            | - Издан: 26 апреля 2006                                  | 2     |
| Hyde             | - Сборник лучших песен - Издан: 18 марта 2009            | 4     |
| Anti             | - Издан: 3 мая 2019 (цифровой релиз) / 19 июня 2009 (CD) | 3     |

### DVD
- Roentgen Stories[англ.]
- Faith Live (2006)

## Оборудование

### Гитары
- Fender Mustang Japan
- Fender Mustang Red
- Fender Jaguar
- Zodiacworks Custom made for Hyde
- Gibson Style-0
- Gibson MelodyMaker SG Zodiacworks Custom
- Gibson Les Paul Junior
- Gibson SG 2016 Standard Electric Guitar (Ebony)
- Taylor XXX-RS
- Steinberger GM4
- Gretsch DUO JET 6128T-62
- Fernandes APG-85s

## Фильмография
| Название фильма                               | формат фильма                  | год выхода | режиссёр        | роль            |
| --------------------------------------------- | ------------------------------ | ---------- | --------------- | --------------- |
| Дитя Луны                                     | полнометражный, игровой        | 2003       | Такахиса Дзэдзэ | Кей (вампир)    |
| 下弦の月～ラスト・クォーター (Убывающая луна) | полнометражный, игровой        | 2004       | Никаи Кэн       | Адам (призрак)  |
| Бакуман                                       | аниме, сериал (21 и 22 эпизод) | 2011       | Кэнъити Касаи   | Hyde (музыкант) |